# David Elbaz
 (octobre 2020).
Pour les articles homonymes, voir Elbaz.
David Elbaz est un astrophysicien et vulgarisateur scientifique français, né le 18 mars 1966 à Paris.

## Biographie
Il est directeur de recherche au Commissariat à l'Énergie atomique (CEA Saclay), où il dirige le laboratoire « cosmologie et évolution des galaxies ». Il est conseiller scientifique auprès de l'Agence spatiale européenne pour la sélection de ses futures missions spatiales (ESA, AWG) et membre du comité d'évaluation sur la recherche et l'exploration spatiales pour le Centre national d'études spatiales (CNES).
Elbaz est spécialiste de l'étude de la formation des galaxies : ses travaux ont été primés par le prix Chrétien de la Société américaine d'astronomie (2000). Il enseigne la formation des galaxies au master M2 « Astronomie & astrophysique » de l'université Paris-Sud.
Il est également « managing editor » de la revue scientifique européenne Astronomy and Astrophysics depuis 2018.
Parallèlement à ses activités de recherche en astrophysique, il travaille à la diffusion des connaissances scientifiques.

## Parcours
Après des études secondaires très difficiles (David Elbaz a déclaré en conférence à l'université de Rennes avoir redoublé deux fois au lycée), il parvient à intégrer l'École nationale supérieure de physique de Grenoble, où il obtient un diplôme d'ingénieur en 1990. Il devient docteur en astrophysique de l'université Joseph Fourier en 1994, avec une thèse intitulée « Origine du fer dans le milieu intra-amas et distribution du gaz X dans les amas de galaxies » sous la direction de James Lequeux et Monique Arnaud. Actuellement, il est directeur de recherche au Commissariat à l'Énergie atomique de Saclay, dans le laboratoire Cosmologie et évolution des galaxies.

## Distinctions
- Chrétien International Research Grants Award par l'American Astronomical Society (2000)[7]
- Prix Jaffé par la Fondation de l'Institut de France (2017)[8]
- Membre de l'Academia Europaea (2019)[9]
- Membre de l'Union astronomique internationale

## Publications
Outre ses ouvrages de vulgarisation scientifique ordinaires, David Elbaz a aussi écrit des romans scientifiques.

### Vulgarisation scientifique
- David Elbaz, À la recherche de l'univers invisible : Matière noire, énergie sombre, trous noirs, Odile Jacob, 2016, 205 p. (ISBN 978-2-7381-3477-6)
- David Elbaz, La Plus Belle Ruse de la lumière : Et si l'univers avait un sens..., Odile Jacob, 2021, 336 p. (ISBN 978-2-4150-0072-1)
- David Elbaz, Les Dix Mille et Une Nuits de l'univers : La danse du cosmos, Odile Jacob, 2022, 248 p. (ISBN 978-2-7381-5479-8)
- David Elbaz et Matthieu Fauré, ALMA, Alisio/Leduc, 2024, 152 p.  (ISBN 978-2-37935-424-3)

### Romans
- Le Vase de Pépi, 2007, Éditions Odile Jacob.
- ... et Alice Tao se souvint du futur, 2010, Éditions Odile Jacob.